# Élections législatives de 1946 dans les Basses-Pyrénées
Les élections législatives françaises de 1946 se tiennent le 10 novembre. Ce sont les premières élections législatives de la Quatrième république, après l'adoption lors du référendum du 13 octobre d'une nouvelle constitution.

## Mode de scrutin
L'Assemblée nationale est composée de 618 sièges pourvus au scrutin proportionnel plurinominal suivant la règle de la plus forte moyenne dans le cadre départemental, sans panachage. 
Le vote préférentiel est admis, en inscrivant un numéro d'ordre en face du nom d'un, de plusieurs ou de tous les candidats de la liste. Mais l'ordre ne pourra être modifié que si au moins la moitié des suffrages portés sur la liste est numéroté. Dans les faits les modifications ne dépasseront jamais les 7%.
Dans le département des Basses-Pyrénées, six députés sont à élire, soit un de plus que lors des élections aux constituantes d'octobre 1945 et de juin 1946.

## Élus
| Député sortant     | Parti | Parti | Député élu ou réélu | Parti | Parti |
| ------------------ | ----- | ----- | ------------------- | ----- | ----- |
| Albert Mora        |       | PCF   | Albert Mora         |       | PCF   |
| Gaston Chaze       |       | SFIO  | Gaston Chaze        |       | SFIO  |
| Pierre de Chevigné |       | MRP   | Pierre de Chevigné  |       | MRP   |
| Jean Errecart      |       | MRP   | Jean Errecart       |       | MRP   |
| Siège créé         |       |       | Jean-Louis Tinaud   |       | MRP   |
| Guy Petit          |       | RI    | Guy Petit           |       | Pays. |

## Résultats

### Résultats à l'échelle du département
| Parti    | Parti    | Tête de liste      | Résultats | Résultats | Sièges |  |
| Parti    | Parti    | Tête de liste      | Voix      | %         |        |  |
| -------- | -------- | ------------------ | --------- | --------- | ------ |  |
|          | MRP      | Pierre de Chevigné | 74 459    | 37,40     | 3 1    |  |
|          | PCF      | Albert Mora        | 36 990    | 18,58     | 1      |  |
|          | Pays.-RI | Guy Petit          | 36 325    | 18,25     | 1      |  |
|          | SFIO     | Gaston Chaze       | 29 848    | 14,99     | 1      |  |
|          | RGR      | Georges Ébrard     | 21 473    | 10,79     | -      |  |
|          |          |                    |           |           |        |  |
| Inscrits | Inscrits | Inscrits           | 263 372   | 100,00    | 6 1    |  |
| Votants  | Votants  | Votants            | 202 941   | 77,06     |        |  |
| Exprimés | Exprimés | Exprimés           | 199 095   | 98,11     |        |  |